# Antón Ruiz
Antón Ruíz es un barrio ubicado en el municipio de Humacao en el estado libre asociado de Puerto Rico. En el Censo de 2010 tenía una población de 3496 habitantes y una densidad poblacional de 160,69 personas por km².

## Geografía
Antón Ruíz se encuentra ubicado en las coordenadas 18°10′39″N 65°47′6″O / 18.17750, -65.78500. Según la Oficina del Censo de los Estados Unidos, Antón Ruíz tiene una superficie total de 21.76 km², de la cual 21.75 km² corresponden a tierra firme y (0.01%) 0 km² es agua.

## Demografía
Según el censo de 2010, había 3496 personas residiendo en Antón Ruíz. La densidad de población era de 160,69 hab./km². De los 3496 habitantes, Antón Ruíz estaba compuesto por el 62.7% blancos, el 22.17% eran afroamericanos, el 0.66% eran amerindios, el 0.09% eran asiáticos, el 0.03% eran isleños del Pacífico, el 10.53% eran de otras razas y el 3.83% pertenecían a dos o más razas. Del total de la población el 99.31% eran hispanos o latinos de cualquier raza.